# قناع توت عنخ آمون
قناع توت عنخ آمون هو قناع الموت للفرعون توت عنخ آمون من الأسرة الثامنة عشر في مصر القديمة (حكم بين أعوام 1332-1323 قبل الميلاد). وقد اكتشف من قبل هوارد كارتر في عام 1925 في مقبرة 62 وهو موجود الآن في المتحف المصري في القاهرة. القناع هو واحد من أكثر الأعمال الفنية شهرة في العالم.
وفقا لعالم المصريات نيكولاس ريفز، القناع «ليس فقط الصورة المثالية لمقبرة توت عنخ أمون، بل ربما أكثر العناصر شهرة حول مصر القديمة نفسها». منذ عام 2001، أشارت البحوث إلى أنه ربما كان المقصود منه في الأصل الملكة نيفيرنفيرواتين; حيث أن اسمها الملكي (Ankhkheperure) وجد في خرطوش ممحي جزئيا داخل القناع.

## معرض صور

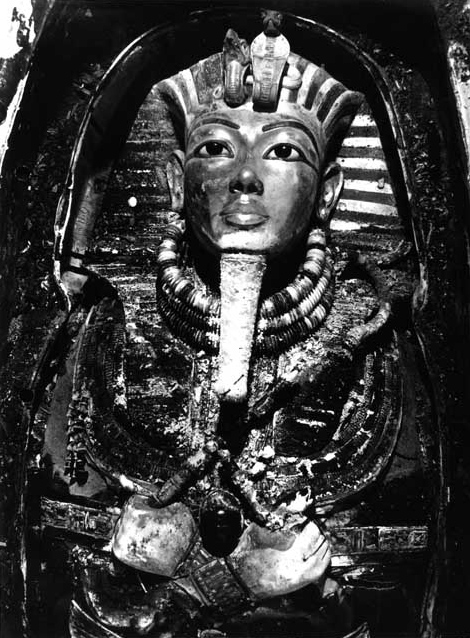
قناع الموت في موقع الاكتشاف، 1925
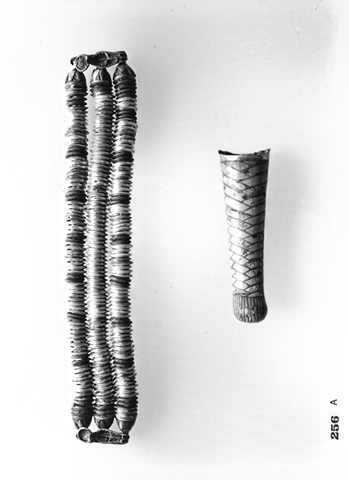
القلادة واللحية
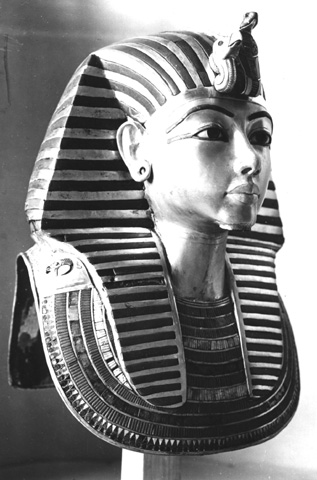
القناع بدون لحية